# Kenia Lechuga
Kenia Vanessa Lechuga Alanís (Monterrey, Nuevo León, México, 26 de junio de 1994) es una atleta mexicana especializada en remo. Forma parte de la delegación mexicana en los Juegos Olímpicos de Tokio 2020.
Estudia en la Facultad de Organización Deportiva de la Universidad Autónoma de Nuevo León.

## Carrera deportiva
Compitió en las Olimpiadas Nacionales de México en 2008 (medalla de bronce), 2009 (medalla de plata), 2010 (plata y bronce), 2011 (oro y plata), 2012 (oro), 2014 (oro y bronce) y 2015 (oro y plata). En el Campeonato Mundial de Remo de 2012 obtuvo lugar 5.
En la Calificación Olímpica de Latinoamérica, celebrada en Chile 2016 tuvo tercer lugar, ganando clasificación para Río de Janeiro 2016. En las olimpiadas brasileñas, Lechuga calificó a cuartos de final en remo individual en los Juegos Olímpicos de Río de Janeiro 2016 con tiempo de 8:11.44. En el 2019 ganó medalla de bronce en la Copa del Mundo de Bulgaria.En París 2024 clasificó a cuartos de final con un tiempo de 7:50.35.
Participó en el reality de TV Azteca Exatlón México 1.a edición siendo parte del equipo rojo «Famosos» quedando en sexto lugar al final de la competencia.